# Die Austernperle
Die Austernperle ist ein mittellanges, deutsches Stummfilmlustspiel aus dem Jahre 1915 mit Harry Liedtke und Manny Ziener in den Hauptrollen.

## Handlung
Der Dichter Edmund ist mit Klara verheiratet, das Paar finanziell äußerst knapp bei Kasse. Sein Vater, ein Käsehändler, hält Edmunds Dichterei für Käse und möchte, dass sich der Filius auf die Mitarbeit im väterlichen Geschäft konzentriert. Dieser verspürt darauf jedoch nicht die geringste Lust. In einer Zeitungsannonce liest das Ehepaar, dass zwei junge Menschen als Staffage für ein Weinlokal gesucht werden, und somit bewerben sich Klara und Edmund dort. Der Lohn ist ein kostenloses Mahl, Sekt und Austern inklusive. Die Stimmung ist ausgelassen, endlich mal keine Sorgen mehr haben. Da passiert Klara beim Essen ein kleines Malheur: sie verschluckt eine Austernperle! Man konsultiert einen Arzt, der die entsprechenden Maßnahmen ergreift, um die Perle wieder ans Tageslicht zu befördern. Mit der Perle in der Hand gehen Edmund und Klara zu einem Juwelier, der den Wert des Schmuckstücks auf rund 30.000 Mark taxiert.
Schlagartig sind Edmund und Klara reich geworden und beginnen nun zu prassen. Sie leben in Luxus und gönnen sich ein neues Heim nebst Einrichtung. So sind sie in kürzester Zeit wieder pleite. Zu allem Unglück herrscht zwischen den beiden, die zuvor ein Herz und eine Seele waren, nun mal öfters Streit. Es kommt schließlich zum Bruch der Beziehung, als sich ein penetranter Werber um Klaras Gunst, ein gewisser Herr Grützke, in das Leben Klaras drängt. Die Ehe scheint am Ende. Edmund widmet sich fortan wieder der brotlosen Kunst des Dichtens, und Klara verdient sich ein paar Mark mit Näharbeiten dazu. Als Edmunds Vater von seinem Sohn den Namen Grützke hört, erinnert er sich, dass ein Mann dieses Namens ihn einst ordentlich hereingelegt hatte. Der Käsehändler begibt sich nun zu Klara, und in dem Moment, in dem er bei ihr eintreten will, geht die Tür auf und Herr Grützke, von Klara in hohem Bogen herausgeworfen, landet in den Armen von Edmunds Vater. Dieser nimmt Klara mit zu sich in seine Käserei, und bald findet sich auch Edmund, der nun einmal von der Dichterei nicht leben kann, dort ein. Es kommt zur Versöhnung des Ehepaars.

## Produktionsnotizen und Einordnung
Die Austernperle entstand Mitte 1915 und passierte die Filmzensur am 23. August 1915. Die Uraufführung erfolgte am Heiligabend 1915 in Berlins Mozartsaal. Der Zweiakter besaß eine Länge von 770 Metern.
Manny und Bruno Ziener waren miteinander verheiratet.

## Kritik
„Dieses famose Lustspiel, das sich durch eine gut erdachte Handlung auszeichnet, amüsiert tatsächlich vom Anfang bis zum Ende. Die Träger der Hauptrollen, Mannie [sic!] Ziener und Harry Liedtke geben ihre Rollen mit übermütigem Humor.“